# Ferritoaluminato tetracálcico
El Ferritoaluminato tetracálcico (Se denomina también C4AF o felita)  es un compuesto complejo contenido en el clinker de los cementos Portland (5% a un 10%). Su fórmula es Al2O3·4CaO·Fe2O3. Se caracteriza por aportar escasa o nula propiedad física de resistencia al hormigón al ser hidratado en la fragua del cemento.